# سالومون توريس
سالومون توريس (بالإنجليزية: Salomón Torres)‏ هو لاعب كرة قاعدة أمريكي، ولد في 11 مارس 1972 في سان بيدرو دي ماكوريس في جمهورية الدومينيكان.

## وصلات خارجية
- سالومون توريس على موقع دوري كرة القاعدة الرئيسي (الإنجليزية)
- سالومون توريس على موقعبيزبول رفرنس.كوم (الدوري الرئيسي) (الإنجليزية)
- سالومون توريس على موقعبيزبول رفرنس.كوم (الدوري الثانوي) (الإنجليزية)
- سالومون توريس على موقع إي إس بي إن.كوم (أم.أل.بي) (الإنجليزية)
- سالومون توريس على موقع مشجعي الرسوم البيانية (الإنجليزية)